# فريتز توبياس
فريتز توبياس (بالألمانية: Fritz Tobias)‏ (و. 1912 – 2011 م) هو مؤلف، وكاتب ألماني، ولد في تشارلوتنبرغ، كان عضوًا في الحزب الديمقراطي الاجتماعي الألماني، توفي في هانوفر، عن عمر يناهز 99 عاماً.